# Stazione di Daegok

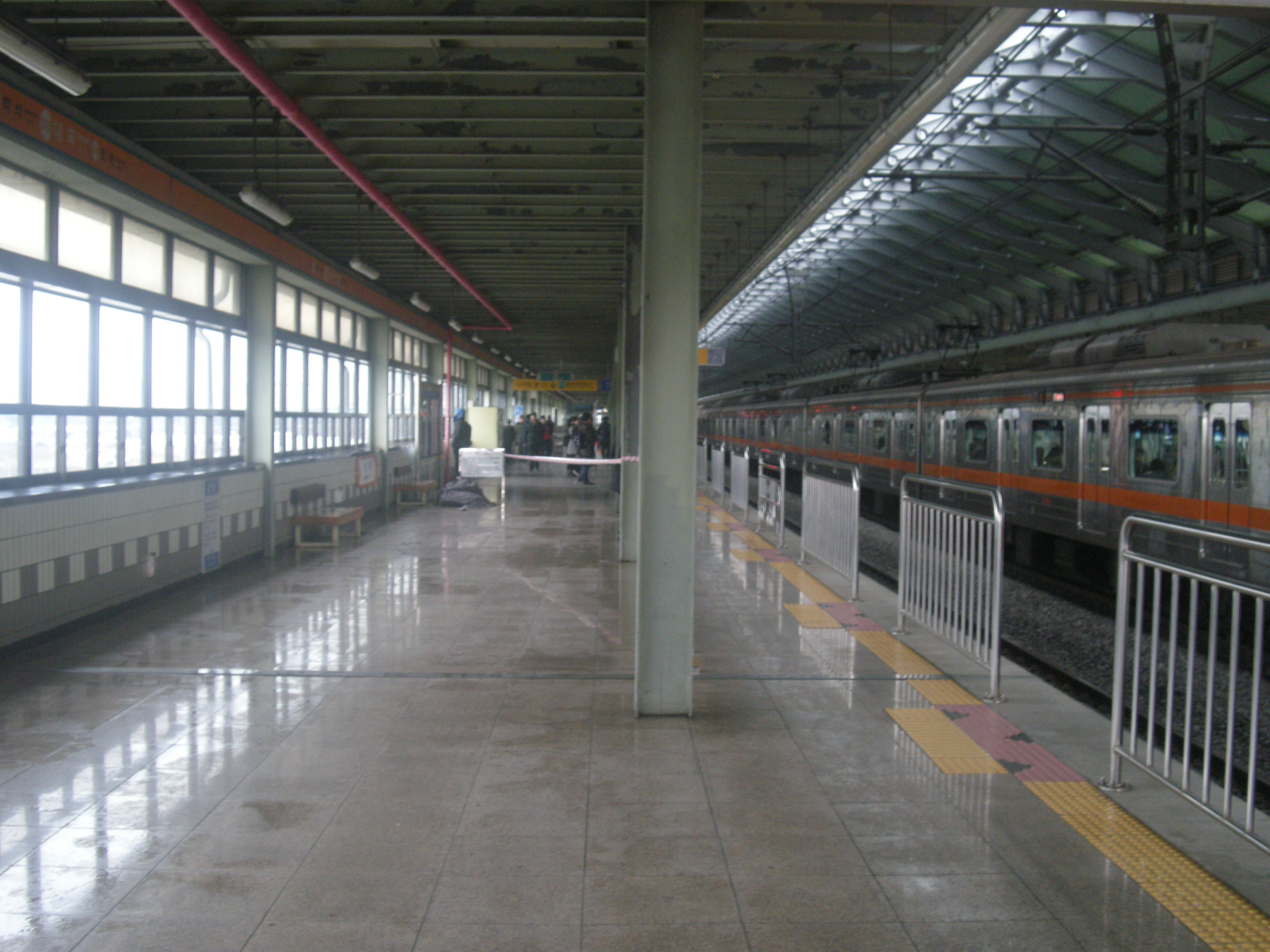
Piattaforma della linea 3 per Daehwa

La stazione di Daegok (대곡역 - 大谷驛, Daegok-yeok ) è una stazione di interscambio situata nella periferia nord-ovest di Seul in Corea del Sud, precisamente nel quartiere di Deogyang-gu della città di Goyang. Presso la stazione passano attualmente la linea Ilsan, che prosegue verso la linea 3 della metropolitana di Seul, e la linea Gyeongui, entrambe gestite dalla Korail.

## Linee
Korail
■ Linea Ilsan (Codice: 315)
■ Linea Gyeongui (Codice: K322)
■ Linea Gyooe (servizio sospeso)

## Struttura
La stazione è realizzata in parte su viadotto (per la linea Ilsan) e in parte in superficie (sulla linea Gyeongui). Sono presenti rispettivamente due marciapiedi laterali con due binari passanti e due marciapiedi a isola con quattro binari passanti.
Linea Ilsan/Linea 3 (binari al terzo piano)
| Direzione Daehwa | ● Linea Ilsan         | per Madu, Jeongbalsan e Daehwa                               |
| Direzione Centro | ● Linea Ilsan/Linea 3 | per Gupabal, Jongno 3-ga, Oksu, Express Bus Terminal e Ogeum |

Linea Gyeongui (binari al piano terra)
| 1-2 | ■ Linea Gyeongui | per Digital Media City, Hongdae-ipgu, Gongdeok e Yongsan |
| 3-4 | ■ Linea Gyeongui | per Baengma, Ilsan, Paju e Munsan                        |

## Stazioni adiacenti
| «              | Servizio     | »           |
| Linea Ilsan    | Linea Ilsan  | Linea Ilsan |
| -------------- | ------------ | ----------- |
| Baekseok       | Locale       | Hwajeong    |
| Linea Gyeongui |              |             |
| Neunggok       | Locale       | Goksan      |
| Haengsin       | Espresso A/B | Baengma     |